# Basketball-Ozeanienmeisterschaft der Damen 2001
Die Basketball-Ozeanienmeisterschaft der Damen 2001, die neunte Basketball-Ozeanienmeisterschaft der Damen, fand zwischen dem 14. und 15. September 2001 in Christchurch sowie Invercargill, Neuseeland statt, das zum fünften Mal die Meisterschaft ausrichtete. Gewinner war die Mannschaft Australiens, die zum achten Mal den Titel erringen konnte. In der Serie konnte Neuseeland mit 2:0 geschlagen werden. Da die Serie entschieden war, wurde auf ein drittes Spiel verzichtet.

## Teilnehmende Mannschaften
Australien

 Neuseeland

## Modus
Gespielt wurde in Form einer Best-of-Three Serie. Die Mannschaft, die zuerst zwei Siege erringen konnte, wurde Basketball-Ozeanienmeister der Damen 2001. 

## Ergebnisse
| 14. September 2001 |  | Australien | 97 – 61 | Neuseeland |  |
| 14. September 2001 |  |            |         |            |  |
| 14. September 2001 |  |            |         |            |  |
| 14. September 2001 |  |            |         |            |  |

| 15. September 2001 |  | Neuseeland | 55 – 102 | Australien |  |
| 15. September 2001 |  |            |          |            |  |
| 15. September 2001 |  |            |          |            |  |
| 15. September 2001 |  |            |          |            |  |

| Australien          |
| Meister Australien  |
| Achte Meisterschaft |

## Abschlussplatzierung
| Rang | Mannschaft |
| ---- | ---------- |
| 1    | Australien |
| 2    | Neuseeland |

Australien qualifizierte sich durch den 2:0-Sieg in der Serie für die Basketball-Weltmeisterschaft der Damen 2002 in der Volksrepublik China.